# La Fosse aux lions
La Fosse aux Lions è l'album di debutto in studio del rapper francese Kalash Criminel, pubblicato il 23 novembre 2018. È stato certificato oro da SNEP il 31 maggio 2019.

## Genesi
Dopo due mixtape, RAS nel 2016 e Oyoki nel 2017, il primo album in studio di Kalash Criminel è stato annunciato ufficiosamente nel 2017. Il 3 ottobre 2018 annuncia personalmente la data di uscita del primo estratto, Sombre (12 ottobre 2018), durante il programma radiofonico Planète Rap sull'emittente Skyrock per la promozione del progetto 93 Empire.
Il disco viene promosso attraverso l'uscita di tre singoli: Tête brûlée, Sombre e Cougar gang. Il titolo, la copertina e la tracklist dell'album vengono rivelati il 30 e 31 ottobre 2018.
Il 13 novembre Kalash Criminel ha annunciato che il brano Cougar Gang, un estratto uscito una settimana prima, era stato ritirato dall'album dalla Universal Music Francia, distributore del progetto, a seguito di una denuncia da parte dell'Eliseo : il testo conteneva un riferimento al Presidente della Repubblica.
Il 26 aprile 2019 è stata presentata la ristampa dell'album.

## Video
- Tête brûlée : 17 settembre 2018
- Sombre : 12 ottobre 2018
- Cougar Gang : 9 novembre 2018
- Encore : 23 novembre 2018
- La SACEM de Florent Pagny : 17 dicembre 2018
- 47 AK (feat. Gradur) : 25 gennaio 2019
- Fatality : 3 maggio 2019

## Tracce
1. La SACEM de Florent Pagny – 3:07 (musica: Doubtless)
2. Ahou – 3:11 (musica: Davy One, Davyna)
3. Dans la fosse – 3:17 (musica: Nikel Kami)
4. Aucun lien – 2:57 (musica: HoloMobb, Boumidjal)
5. Coltan – 3:18 (musica: HoloMobb, Boumidjal)
6. 47 AK (feat. Gradur) – 3:54 (musica: HoloMobb, Boumidjal)
7. Sombre – 3:28 (musica: Double X, Boumidjal, 2K)
8. À dix – 2:28 (musica: PhilyAsap, Mi8)
9. Ça va ma chérie – 3:16 (musica: Yung G)
10. Plus loin – 3:47 (musica: Zay Costello, Kima Beats)
11. On fait la fête – 3:41 (musica: Twang Beats)
12. Savage (feat. Soolking) – 2:49 (musica: Bad'm, Zeg P)
13. Homicide volontaire – 3:02 (musica: HoloMobb, Boumidjal)
14. Un jour de plus (feat. Vald) – 2:45 (musica: Seezy)
15. Tête brûlée – 4:12 (musica: Bass Tuner)
16. Encore – 3:08 (musica: HoloMobb, Boumidjal)
17. Vrai (feat. Douma) – 3:21 (musica: Trill Mango)
18. Avant que j'parte – 4:19 (musica: JXN Beats)

Ristampa
1. Fatality – 3:02 (musica: Mi8, T-Desco)
2. Dans la tête – 3:46 (musica: Bazik Skrazzy)
3. Certitude – 2:35 (musica: Oster 4000)
4. Ça va ma chérie [Remix] (feat. Naza, Black M & Douma) – 4:10 (musica: Yung G, THESCAM)
5. Sale traître – 2:57 (musica: Dysto)
6. Nezo (feat. Kof-Kof, Havan R & Stilday) – 4:27 (musica: Trill Mango)